# One Glorious Day
Pour plus de détails, voir Fiche technique et Distribution.
One Glorious Day est un film muet américain réalisé par James Cruze, sorti en 1922.

## Fiche technique
- Titre original : One Glorious Day
- Réalisateur : James Cruze
- Scénario : Walter Woods, d'après une histoire de Barry Barringer
- Directeur de la photographie : Karl Brown
- Compagnie de production : Paramount Pictures
- Genre : Comédie
- Film muet en noir et blanc - 50 min
- Date de sortie :
  - États-Unis : 29 janvier 1922

## Distribution
- Will Rogers : Professeur Ezra Botts
- Lila Lee
- Alan Hale
- Johnny Fox : 'Ek'
- George Nichols
- Emily Rait
- Clarence Burton

## Autour du film
Le rôle principal était à l'origine dévolu à Roscoe Arbuckle. En raison de l'affaire judiciaire associée à l'acteur et son discrédit, ce rôle a été redonné à Will Rogers[réf. souhaitée].